# Études de Whitehall
Pour les articles homonymes, voir Whitehall (homonymie).

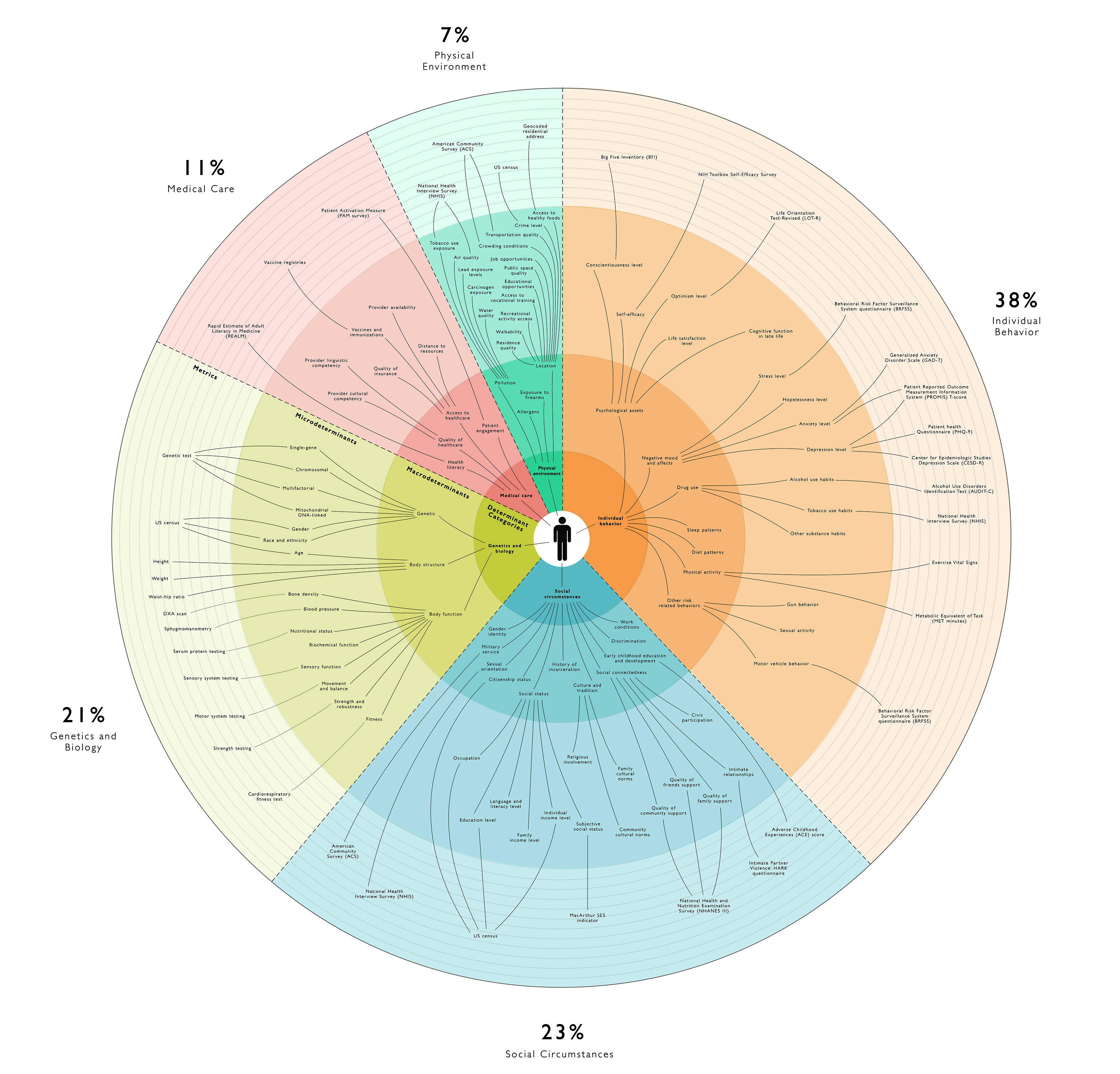
21% des facteurs de santé sont d'ordre génétique ou biologique, le reste relève de déterminants sociaux de santé.

Les études de Whitehall (Whitehall Studies) sont des études longitudinales ayant eu une influence considérable sur la santé publique, en proposant la notion de « déterminants sociaux » comme facteurs explicatifs des différences en matière de santé des populations, ainsi qu'un « gradient social de santé ».
Bien que de nombreuses études portent sur les données et résultats issus des WhiteHall Studies, les recherches originales, débutées en 1967, ont particulièrement mis en lumière des déterminants sociaux concernant la prévalence des maladies cardiovasculaires et les différences de taux de mortalité observées dans la fonction publique britannique. Ces études font encore l'objet de recherches plus approfondies tant en médecine qu'en sciences sociales. Elles ont aussi une influence considérable en matière de politiques publiques.
Le nom de ces études provient de celui de la rue Whitehall à Londres. Elles sont dirigées par Michael Marmot, et font ressortir une forte corrélation entre la position hiérarchique au travail (dans la fonction publique) et les taux de mortalité de diverses maladies : pour les personnes occupant les emplois les moins qualifiés (courriers, portiers, etc.) le taux de mortalité est trois fois plus élevé que pour les personnes occupant les postes les plus élevés (gestionnaires). Cette corrélation sera mainte fois confirmée.
La première étude de cohorte épidémiologique, Whitehall I, porte sur près de 18 000 hommes appartenant à la fonction publique britannique. L'étude sur la seconde cohorte, Whitehall II, est menée depuis 1985 et s'intéresse à la santé de plus de 10 000 fonctionnaires britanniques âgés de 35 à 55 ans, dont un tiers de femmes.

## Influence
Les études de Whitehall ont eu des retombées considérables dans le champ de recherche en santé, en mettant en lumière l'importance de déterminants sociaux sur la santé des populations,,.

### Gradient social de santé
Un des principaux résultats généré par les études Whitehall est qu'elles ont fait apparaître un gradient social de santé. « Le « gradient social de santé » désigne l'association entre la position dans la hiérarchie sociale et l’état de santé. En d’autres mots, les personnes qui jouissent d’un statut social plus élevé sont en meilleure santé que ceux qui sont juste au-dessous et ainsi de suite jusqu’aux plus démunis. »
Le gradient social de santé n'est pas un phénomène limité à la fonction publique britannique : « Le rapport de l’OMS nous rappelle que les données montrent que, de manière générale, plus un individu occupe une position socio-économique défavorable, plus il est en mauvaise santé. C’est ce qu’on appelle le gradient social de santé. ». Dans tous les pays développés, partout où les chercheurs ont eu des données à étudier, ils ont observé ce gradient social de santé liés aux inégalités sociales en matière de santé.
Une forte corrélation entre le statut social et la mortalité est démontrée par les analyses des données issues des Whitehall Studies, par de nombreux autres chercheurs, à travers le monde. Cet effet est depuis observé dans de nombreuses autres études et est nommé le « syndrome du statut social ».

### Déterminants sociaux de la santé
Les déterminants sociaux de la santé sont des circonstances de vie qui influencent la santé des populations et qui sont du ressort des politiques publiques, principalement.
Sir Marmot a présidé la Commission des déterminants sociaux de la santé (CSDH) de l'Organisation mondiale de la Santé, qui a été créée en 2005 et dont le rapport final a été publié en août 2008.

## Plus de trente ans d'études
Le nom donné à ces études fait référence à une rue de Londres vue comme l'épicentre du gouvernement britannique ; la rue Whitehall. Ayant débuté en 1967, les Whitehall studies cumulent à elles seules trente ans de recherche et d'accumulation de données longitudinales à analyser.

### Whitehall I

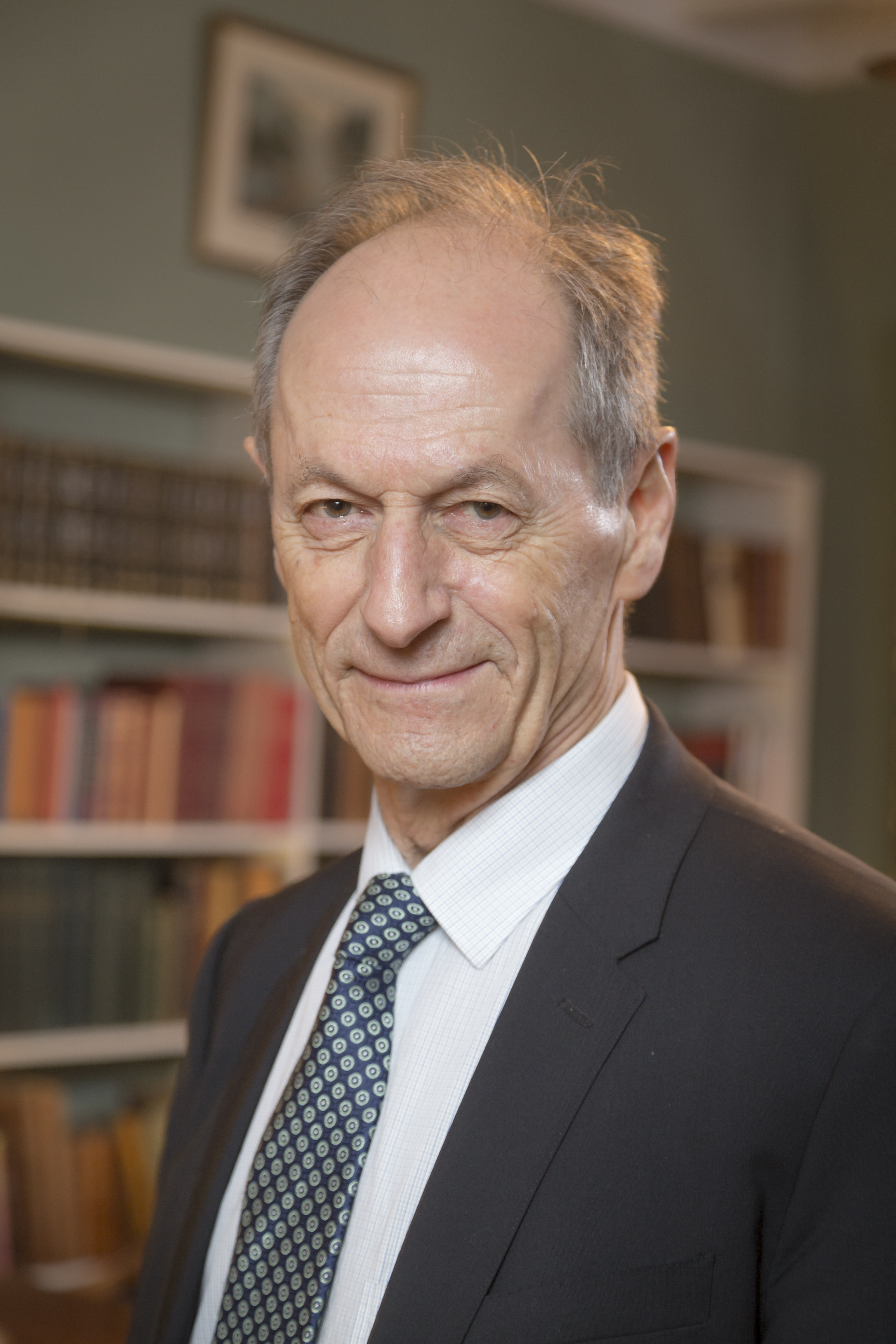
Michael Marmot, le principal contributeur des Whitehall Studies.

La première étude a comparé le taux de mortalité des personnes dans l'environnement hautement stratifié de la fonction publique britannique; étude longitudinale portée sur 10 ans, qui a débuté en 1967 et réalisée sur 17 530 hommes âgés entre 20 et 64 ans. Elle a montré qu'auprès des fonctionnaires britanniques la mortalité était près de trois fois plus élevée chez ceux ayant les postes les moins élevés au sein de l'organisation, comparativement à ceux qui ont les postes les plus élevés,. Plus le poste est élevé dans la hiérarchie en emploi, plus l'espérance de vie est élevée; elle décline en fonction d'un statut d'emploi plus bas. Par ailleurs, il a été établi que d'autres facteurs de risques tels que le tabagisme, n'affectent pas cette corrélation.
L'étude a révélé des taux de mortalité plus élevés, toutes causes confondues, chez les hommes des catégories d'emploi inférieures. L'étude a également révélé un taux de mortalité plus élevé, dû spécifiquement aux maladies coronariennes chez les hommes ayant un statut d'emploi inférieur à ceux des hommes des classes supérieures.
L'étude initiale a révélé que les statuts les plus bas sont clairement associés à une prévalence plus élevée de facteurs de risque significatifs. Ces facteurs de risque comprennent l’obésité, le tabagisme, le diabète une réduction du temps de loisirs, une activité physique moindre, une prévalence plus élevée de la maladie sous-jacente, une pression artérielle élevée et une taille réduite. La prise en compte de ces facteurs de risque compte pour au moins 40% des différences entre les strates de la fonction publique en matière de mortalité liée à une maladie cardiovasculaire. Après contrôle de ces facteurs de risque, le niveau de risque de mortalité par maladie cardiovasculaire du risque le plus faible était toujours de 2 pour 1 par rapport au niveau le plus élevé.
En sommes, l'étude principale a permis de mettre en lumière une relation inverse entre la hiérarchie sociale en emploi et le risque de décès dû à une coronaropathie; les hommes du niveau d'emploi le plus bas avaient un taux de mortalité trois fois plus élevé que ceux du niveau le plus élevé au cours de la période de suivi de dix ans. Le cancer du poumon et les maladies cardiovasculaires ont également suivi l'association inverse; ils sont associés davantage au statut social qu'au tabagisme. L'analyse de tous les facteurs de risque possibles révèle qu'aucune des tendances considérées ne pouvait expliquer la différence du point de vue des maladies coronariennes, entre les classes d'emploi.
La première étude a été réalisée par le département de statistique médicale et d'épidémiologie de la London School of Hygiene and Tropical Medicine. Les documents de l'étude Whitehall peuvent être consultés aux archives de l'université.

### Whitehall II
Environ vingt ans plus tard, compte tenu des retombées scientifiques, une seconde étude, la Whitehall II a été mise en place. La seconde étude a pris en compte les femmes, pour vérifier si un gradient de morbidité similaire à celui chez les hommes est observable; ce qui s'est avéré,.
Le gradient social de santé révélé par les Whitehall studies se confirme pour diverses maladies: maladies cardiovasculaires, certains cancers et maladies pulmonaires chroniques, maladies gastro-intestinales, dépression, suicide, absentéisme pour cause de maladie, maux de dos et malaises généraux. Un défi majeur est de comprendre les causes de cette distribution sociale de tant de troubles de santé.
Il s'agit d'une étude longitudinale et prospective portant sur 10 308 femmes et hommes, tous employés dans les bureaux londoniens de la fonction publique britannique au moment de leur recrutement pour l'étude en 1985. La collecte initiale de données comprenait un questionnaire d'auto-évaluation,. Depuis lors, plusieurs vagues de collecte de données ont été effectuées, comme l'indique le tableau suivant :
| Phase | Date      | Âge   |
| ----- | --------- | ----- |
| 1     | 1985-1988 | 35-55 |
| 2     | 1989-1990 | 37-60 |
| 3     | 1991-1994 | 39-64 |
| 4     | 1995-1996 | 42-65 |
| 5     | 1997-1999 | 45-69 |
| 6     | 2001      | 48-71 |
| 7     | 2002-2004 | 50-74 |
| 8     | 2006      | 53-76 |
| 9     | 2007-2009 | 55-80 |
| 10    | 2011      | 57-82 |
| 11    | 2012-2013 | 58-83 |
| 12    | 2015-2016 | 61-86 |
| 13    | 2019-2020 | 64-89 |

L'association entre inégalité sociale et santé a encore été démontrée comme étant plus significative que les autres facteurs de risques établis (cholestérol sérique élevé, hypertension, obésité, exercice, tabagisme et consommation d'alcool).
L’équipe de recherche des Whitehall II dispose d’une politique de partage des données permettant aux chercheurs d’autres institutions d’utiliser leurs données.

## Explications et implications

### Hiérarchie sociale et stress chronique
En premier lieu, les catégories d'emploi les plus basses dans la hiérarchie d'emploi sont plus susceptibles de présenter davantage de facteurs de risque de coronaropathie: une propension à fumer, un rapport hauteur / poids plus bas, une réduction du temps de loisir et une pression artérielle élevée. Cependant, même après normalisation de ces facteurs de risque, les catégories d'emploi les plus basses restent plus sujet aux maladies coronariennes.

### Rôle du cortisol
Plusieurs chercheurs ont pointé le cortisol, une hormone produite par le corps, en réponse au stress en tant que cause de cette inégalité face aux risques sur la santé. La libération de cortisol a pour effet de réduire l’efficacité du système immunitaire en sollicitant les lymphocytes. Un organisme  ayant un système immunitaire temporairement supprimé ou limité sera moins en mesure de prévenir les maladies coronariennes.
Des études sur le niveau de cortisol au réveil (Cortisol awakening response) tendent à confirmer l'importance du cortisol; les travailleurs n'ont montré aucune différence significative entre les niveaux de cortisol au réveil, quelle que soit leur position socio-économique, cependant, les catégories d'emploi les plus basses affichent des niveaux nettement plus élevés trente minutes plus tard, surtout lorsqu'il s'agit d'une journée de travail. Les chercheurs ont conclu que cela est dû au stress chronique et à son anticipation.
Les résultats apparaissent contre-intuitifs car il est courant de supposer que ceux qui ont de plus grandes responsabilités en matière de décision vivent plus de stress que ceux qui n'ont pas les plus importantes responsabilité sur les épaules. Cependant, le stress vécu par ceux situés au bas de l'échelle sociale échappent davantage à leur contrôle, que celui vécu par ceux en haut de la hiérarchie sociale; ne pas avoir à subir des ordres sur la façon d'accomplir une tâche, entraîne une fréquence cardiaque plus basse, des hormones de stress et une pression artérielle plus basse que lorsqu'on se fait dire comment et quand faire son travail. Une étude finlandaise qui s'est penchée plus en détail sur le stress des travailleurs a déterminé que l'"autonomie décisionnelle" était un facteur de risque moins important que le manque de prévisibilité du travail. Dans cette étude, la prévisibilité est définie comme une stabilité élevée au travail et l'absence de changements inattendus, qui s'est avérée étroitement corrélée au niveau d'emploi; plus le statut est élevé moins le niveau de stresse est important.
D'autres arguments soutiennent que, du fait qu'il existe une forte corrélation entre un statut d'emploi faible et le stress à domicile, le stress dû à un manque de contrôle au travail ne peut expliquer la corrélation établie. Dans ce type de raisonnement, le salaire pourrait contribuer de manière significative au stress chronique. Ceux qui ont moins de ressources ont plus de difficulté à joindre les deux bouts; ce qui engendre une situation qui peut être source d’anxiété chronique. De plus ces derniers peuvent plus difficilement décrocher de leur quotidien et reçoivent moins de reconnaissance pour leur travail. Le stress lié à une performance dont les résultats ont des retombées gratifiantes pourrait différer du stress chronique causé par la précarité, particulièrement dans la durée de l'émission de cortisol.
La théorie impliquant le cortisol repose sur une contribution pathogène à la maladie coronarienne et sur l’incapacité du corps stressé à la combattre. Bien que les Whitehall II n'aient pas permis d'établir de corrélation entre la charge en agents pathogènes et le statut socio-économique, d'autres études dans différentes parties du monde ont établi cette corrélation.

### Autres hypothèses
Une alternative à l'explication du cortisol est que l'estime de soi est un facteur déterminant et que le lien entre les réalisations professionnelles et l'estime de soi expliquerait le gradient de santé. L'étude à l'appui de cette hypothèse a mis en corrélation une faible estime de soi chez les sujets du test, une réduction plus importante de la variabilité de la fréquence cardiaque et une fréquence cardiaque plus élevée en général, lors de tâches stressantes; ce qui représente un facteur de risque de maladie coronarienne établi.
En 2020, le phénomène mis en lumière par les études Whitehall n’est pas totalement compris. Il est clair que le stress est associé à un risque plus élevé de maladie coronarienne, mais il en va de même de nombreux autres facteurs non traditionnels. Quelle que soit la cause exacte pour laquelle la maladie coronarienne est plus fréquente dans les classes d'emploi inférieures, les résultats des études de Whitehall ont considérablement modifié la façon dont certains médecins abordent l'évaluation du risque de maladie cardiaque, en reconnaissant les effets des facteurs de stress psychosociaux sur l'organisme

### Exceptions
Certaines situations viennent contredire la règle d'inversion, comme dans le cas de la prévalence du cancer du sein chez les femmes ayant un statut social plus élevé,; ce qui signifie que le gradient de santé n'est pas valide pour expliquer ce phénomène.